# Odontopyge dispersa
Odontopyge dispersa är en mångfotingart som beskrevs av Carl 1909. Odontopyge dispersa ingår i släktet Odontopyge och familjen Odontopygidae. Inga underarter finns listade i Catalogue of Life.